# Homoioplax haswelli
Homoioplax haswelli is een krabbensoort uit de familie van de Panopeidae. De wetenschappelijke naam van de soort is voor het eerst geldig gepubliceerd in 1884 door Miers.